# Actinopyga caerulea
Actinopyga caerulea je druh sumýše z čeledi Holothuriidae. Tento druh, pojmenovaný podle své jedinečné modré barvy, obývá oblast kontinentálního šelfu v tropické oblasti západního Indo-Pacifiku. Žije v hloubce od 12 do 45 metrů. Má významnou komerční hodnotu a je lovena pro potravinářské účely.

## Etymologie
Druhové jméno caerulea pochází z latinského slova caeruleus, což znamená „modrý, modrozelený, azurový či nebesky modrý“. Toto označení odkazuje na jeho charakteristické modré zbarvení, které je rovněž základem jeho obecného názvu v angličtině blue sea cucumber.

## Taxonomie
Ačkoliv byla Actinopyga caerulea poprvé objevena a vyfotografována u pobřeží Nové Kaledonie již v roce 1984, byla původně chybně určena jako Actinopyga crassa. Navíc tehdy nebyly získány žádné exempláře k dalšímu zkoumání. V průběhu následujícího desetiletí byl druh vyfotografován na řadě lokalit v Pacifiku, včetně Sulawesi, Bali a Thajska, avšak až do roku 1998 nebyl správně rozpoznán jako do té doby nepopsaný druh. Tehdy australský zoolog F. W. E. Rowe identifikoval exemplář pořízený na Filipínách a identifikovaný jako Actinopyga (?) bannwarthi.
V roce 2003 bylo několik exemplářů nasbíráno na Komorách a na Papui Nové Guineji Yvesem Samynem, Didierem VandenSpiegelem a Claudem Massinem, kteří nový druh formálně popsali jako Actinopyga caerulea v roce 2006.
Holotyp tohoto druhu (RMCA 1803) byl sebrán Samynem a VandenSpiegelem 22. listopadu 2003 a je uložen v zoologických sbírkách Královského muzea pro střední Afriky v Tervurenu v Belgii. Typová lokalita se nachází u pobřeží Iconi na ostrově Grande Comore v Komorách, v hloubce 37 metrů. Čtyři paratypy (CNDRS 2004.09, RBINS IG 30376, NMHN EcHo 8081 a NHM 2005.2405) byly rovněž nasbírány u pobřeží Grande Comore v hloubce od 21 do 28 metrů.

### Fylogeneze a evoluční historie
Actinopyga caerulea byla poprvé zařazena Samynem v roce 2006 do tzv. skupiny echinites. Toto je v rámci rodu Actinopyga parafyletická skupina, která zahrnovala druhy A. echinites, A. agassizii, A. bannwarthi, A. flammea, A. serratidens a zastaralý druh A. plebeja, který je považován za synonym pro A. echinites.
Nicméně studie čárového kódování DNA publikovaná v roce 2010 odhalila, že nejbližším příbuzným tohoto sumýše je Actinopyga lecanora. Tyto dva druhy tvoří sesterskou skupinu v rámci rodu s genetickou vzdáleností 0,9 %. Ve skutečnosti jsou tyto dva druhy natolik úzce příbuzné, že jejich taxonomická platnost byla zpochybněna. Existuje možnost, že jeden z těchto dvou druhů by mohl být hybridním druhem mezi druhým druhem a dalším nejbližším příbuzným Actinopyga obesa.

## Rozšíření a habitat
Actinopyga caerulea žije u pobřeží Asie a Afriky v tropickém Indickém oceánu a v západní části Tichého oceánu. Její rozšíření sahá od Komor přes Indonésii, Papuu Novou Guineu, Filipíny, Tchaj-wan až po další ostrovní skupiny v západním Pacifiku. Tento druh žije na mořském dně v hlubších tropických vodách, na písčitých a kamenitých plochách i v korálových oblastech na okraji korálových útesů, a to v hloubce mezi 12 a 45 metry. Často je také spojován s oblastmi obývanými úhoři rodu Heteroconger.

## Popis

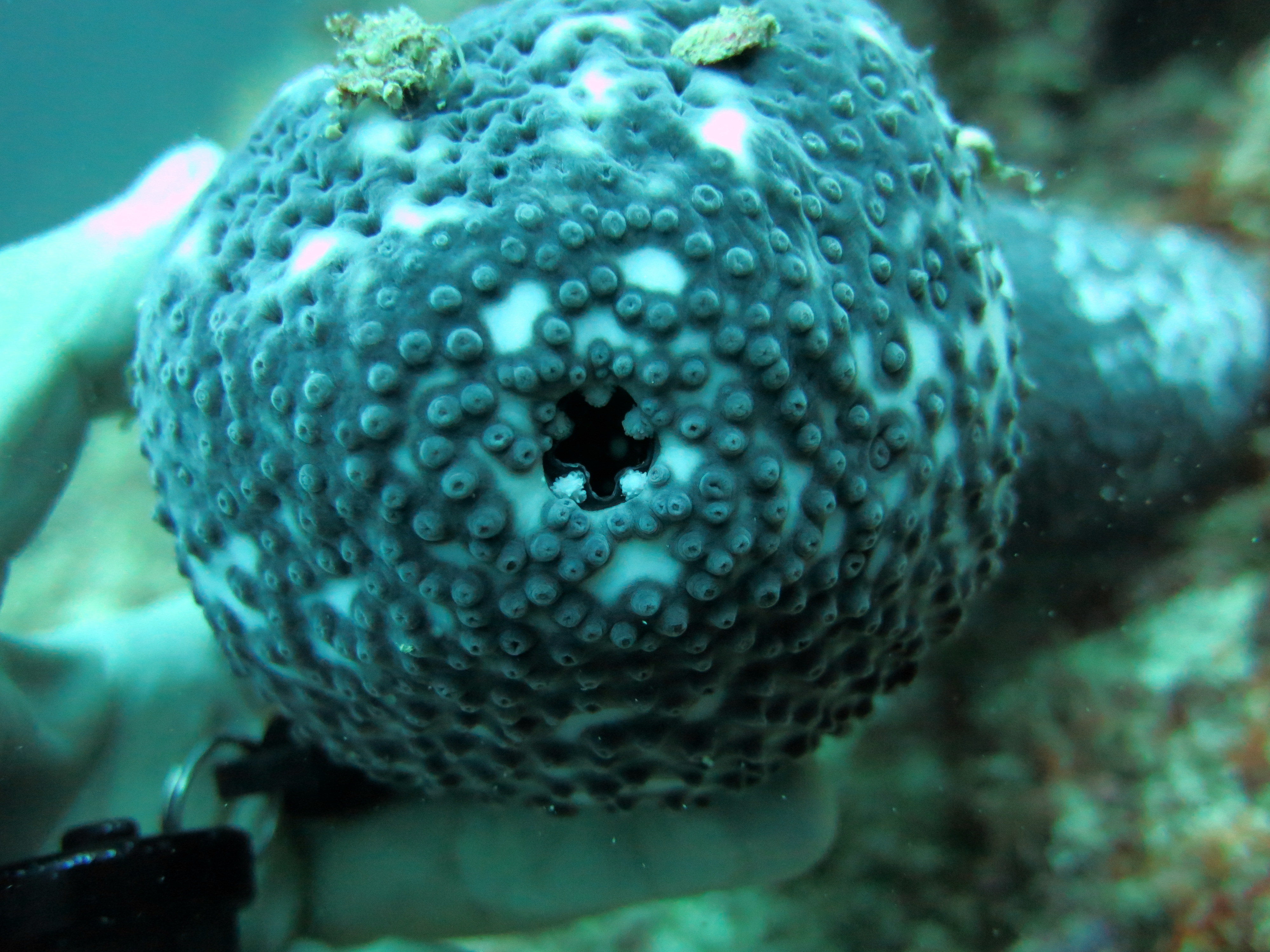
Detailní pohled na anální zuby

Actinopyga caerulea je velký sumýš, který dorůstá délky až 40 cm a šířky 14 cm (v nejširší části těla). Jeho tělo je bílé, pokryté mnoha tmavě modrými přísavkami a papilami, které jsou rozmístěny nepravidelně po povrchu. Hustota těchto přísavek a papil se může u jednotlivých jedinců lišit, ale obvykle je věší na hřbetní straně těla.
Tělo je robustní a má tvar bochníku chleba, přičemž jeho hladká a pevná stěna může být až 14 mm silná. Ústní otvor je obvykle obklopen 15 až 18 velkými štítovitými krmnými chapadly, která mají modrošedé zbarvení. Anální otvor je obklopen pěti výraznými „análními zuby“ (silně mineralizované trubicovité nožky), které jsou bílé. Tento druh postrádá Cuvierovy trubičky. Má jeden kyjovitě tvarovaný Polianův měchýřek, který u konzervovaných vzorků dosahuje přibližně jedné sedminy délky těla.

### Stavba těla
V roce 2010 bylo zakoupeno třicet kusů tohoto druhu na trhu s mořskými plody v čínském Kantonu. Jednalo se o součást studie zaměřené na chemické složení a nutriční kvalitu několika komerčně využívaných sumýšů. Ve srovnání s jinými mořskými okurkami měla Actinopyga caerulea vyšší obsah omega-3 mastných kyselin, ale nižší celkovou nutriční hodnotu než druhy jako Thelenota ananas, Bohadschia argus a příbuzný druh Actinopyga mauritiana.

## Ekologie a chování
Tento druh je detritivor, který během dne hledá organický detrit na písčitých pláních a korálových útesech na vnějších svazích korálových útesů.
Stejně jako další zástupci třídy Holothuroidea je Actinopyga caerulea gonochorická a má pouze jednu gonádu. Během období tření samice a samec uvolňují vajíčka a spermie do okolní vody, kde se oplodní.
Komensálem obývajícím povrch tohoto sumýše je Zenopontonia rex. Ten se pravděpodobně živí ektoparazity nebo organickým detritem na povrchu jeho kůže. Byl také zaznamenán minimálně jeden případ, kdy na něm žila Pleurosicya mossambica.

## Ochrana
V roce 2010 považoval Červený seznam IUCN Actinopygu caerulea za druh s nedostatkem dat. Tento druh má široké geografické rozšíření, ale je považován za vzácný druh v celé své oblasti výskytu, což stěžuje sběr přesných údajů o jeho populaci. V některých oblastech svého výskytu je komerčně sbírán jako potrava a používá se v Papui Nové Guineji při výrobě bêche-de-mer. Avšak není známo, do jaké míry tyto komerční aktivity ovlivňují jeho populaci. Jeho rozšíření se minimálně jednou překrývá s mořskou chráněnou oblastí.